# Bernd Grabosch
Bernd Grabosch (* 23. September 1958 in Bad Honnef) ist ein ehemaliger deutscher Fußballspieler. Der Offensivspieler hat 39 Ligaspiele (3 Tore) in der Fußball-Bundesliga und 202 Ligaspiele (67 Tore) in der 2. Fußball-Bundesliga absolviert.

## Karriere

### Anfänge als Amateur und 1. FC Köln, bis 1982
Er begann seine Karriere beim FV Bad Honnef in der Amateur-Oberliga Nordrhein, wo er 1979/80 mit Honnef den 7. Rang belegte und den Talentespähern des 1. FC Köln auffiel. Er wechselte zur Runde 1980/81 zur Amateurmannschaft des FC an das Geißbockheim. Auf Anhieb gewann er unter Trainer Erich Rutemöller die Meisterschaft in der Oberliga Nordrhein und konnte mit Mitspielern wie Wolfgang Mattern und Rainer Nicot am Wettbewerb um die deutsche Amateurmeisterschaft teilnehmen. Die FC-Amateure zogen in das Finale ein und gewannen am 14. Juni 1981 das Endspiel mit 2:0 gegen den FC St. Pauli. Grabosch hatte seine Mannschaft mit 1:0 in Führung gebracht. Daraufhin bekam er wie auch seine Mannschaftskollegen Hans Faust und Hans-Peter Lipka beim FC einen Lizenzspielervertrag und gehörte in der Saison 1981/82 dem Profikader an. Da aber auch noch die Spieler Klaus Allofs, Klaus Fischer und Paul Steiner neu zum Team von Trainer Rinus Michels gekommen waren, war die Konkurrenzsituation zu stark für die vormaligen Amateure; keiner kam während der Bundesligasaison, wo der FC die Vizemeisterschaft errang, zu einem Pflichtspieleinsatz.
Grabosch hatte eine stämmige Figur, einen harten Distanzschuss, einen scheinbar behäbigen Bewegungsablauf – da gab es gleich einen Spitznamen. Christoph Daum nannte ihn „Buffy“, in Anlehnung an den ehemaligen österreichischen Nationalspieler Buffy Ettmayer, welcher ja in der Bundesliga beim VfB Stuttgart und dem Hamburger SV Spuren hinterlassen hatte. Daum kickte damals mit Grabosch zusammen bei den FC-Amateuren. Der spätere FC-Trainer als Verteidiger, Grabosch als Mittelfeldregisseur. Nach einem Jahr ohne Pflichtspieleinsatz wechselte Grabosch zur Saison 1982/83 zum Lokalrivalen Fortuna Köln in die 2. Bundesliga.

### Fortuna Köln, 1982 bis 1986
Nach seinem Wechsel zum Lokalrivalen SC Fortuna Köln in der Saison 1982/83 fasste er sofort Fuß und spielte hier bis zum Ende der Spielzeit 1985/86. Er debütierte am 7. August 1982 unter Trainer Martin Luppen im Team von Präsident und Mäzen Hans Löring bei einem 2:0-Heimerfolg gegen Hessen Kassel in der 2. Bundesliga. Er wurde in der 68. Minute für Bernd Vittinghoff eingewechselt. Er absolvierte alle 38 Ligaspiele und unterstrich mit 16 Treffern eindrucksvoll seine Torgefährlichkeit. Die Fortuna belegte den sechsten Tabellenrang. Herausragend wurde die vierte Saison 1985/86: Die Mannschaft aus der Südstadt erreichte unter Trainer Hannes Linßen den 3. Rang und zog damit in die Relegationsspiele gegen Borussia Dortmund ein. In 38 Ligaspielen hatte der Mittelfeldspieler 19 Tore in der Ligaverlauf erzielt. Die Runde hatte er mit drei Treffern beim 6:2-Auswärtserfolg gegen Wattenscheid 09 am 3. August 1985 eröffnet und mit dem Tor zum 2:2-Ausgleichstreffer am 8. Mai 1986 beim Karlsruher SC beendet.
Das Heimspiel fand am 13. Mai gegen den BVB vor 44.000 Zuschauern statt; in der 2. Halbzeit brachte Grabosch die Fortuna in der 53. Minute mit 1:0 in Führung; das Spiel endete 2:0 für die Mannschaft von Trainer Linßen. Vier Tage später, am 17. Mai, erzielte er bereits in der 14. Minute vor 54.000 Zuschauern die 1:0-Führung für seine Mannschaft. Dortmund drehte das Spiel aber noch um und konnte mit einem 3:1 ein Entscheidungsspiel erzwingen. Am 30. Mai brachen die Mannen um Grabosch in Düsseldorf aber bei einer 0:8-Schlappe völlig zusammen und der Traum des Bundesligaaufstieges war für Fortuna Köln vorbei. Für ihn persönlich ging es aber doch in die Bundesliga, er unterschrieb beim FC Schalke 04 einen Vertrag zur Saison 1986/87.

### Schalke 04 und Stuttgarter Kickers, 1986 bis 1990
Er versuchte erneut den Sprung ins deutsche Fußball-Oberhaus und schloss sich in der Folgesaison dem FC Schalke 04 an. In den ersten zehn Spieltagen wurde er vom Schalke-Trainer Rolf Schafstall neun Mal zum Einsatz gebracht, zumeist als Einwechselspieler. Bei den zwei 0:0-Remispartieen im November gegen Werder Bremen und den VfL Bochum lief er in der Anfangsformation im Mittelfeld neben Olaf Thon und Wolfgang Patzke auf, er wechselte aber nach elf Bundesligaeinsätzen zurück in die 2. Bundesliga, da er sich Ende November 1986 den Stuttgarter Kickers anschloss. Das erste Pflichtspiel für die „Blauen“ aus Degerloch bestritt er bereits am 29. November 1986 bei einer 0:1-Heimniederlage gegen den SV Darmstadt 98. Es folgten noch zwölf weitere Einsätze in der 2. Bundesliga in dieser Saison mit einem Treffer. In seiner ersten vollständigen Saison, 1987/88, spielte er eine starke Runde für das Team von Präsident Axel Dünnwald-Metzler und Trainer Manfred Krafft. Es gelang ihm mit Mannschaftskameraden wie Heribert Stadler, Niels Schlotterbeck, Bernd Schindler, Hans Hein, Demir Hotić und Ralf Vollmer am Ende der Saison als Meister der Aufstieg in die Bundesliga, an dem er mit 16 Saisontoren – er war ein sicherer Elfmeterschütze – einen großen Anteil hatte. Damit eröffnete sich Grabosch auch die Möglichkeit, die Anzahl seiner persönlichen Bundesligaspiele auf 39 zu erhöhen. Nach dem direkten Wiederabstieg, die Kickers erreichten mit 26:42 Punkten die gleiche Punktzahl wie Eintracht Frankfurt, VfL Bochum und der 1. FC Nürnberg, welche aber durch das bessere Torverhältnis die Mannschaft von Grabosch zum Abstieg verurteilten, verblieb er bei den Kickers und ging mit in die 2. Bundesliga. Er beendete die Zweitligasaison 1989/90 jedoch nach einem Kreuzbandriss als Sportinvalide. Sein letztes Pflichtspiel für die Kickers hatte er am 16. Dezember 1989 bei einem 0:0 bei Hertha BSC absolviert.
Nach seiner Fußball-Karriere arbeitete er nach einer erfolgreichen Banklehre als Filialleiter einer Bank in Bonn.